# Marijampolė
Marijampolė (også kendt under flere andre navne) er en industriby i det sydlige Litauen med et indbyggertal på cirka 65.000(2012) og er den syvendestørste by i Litauen. Marijampolė er hovedsæde i Marijampolė apskritis, der grænser op til Polen og den russiske Kaliningrad oblast og betragtes som den litauiske hovedstad i den historiske landsdel Suvalkija. Byen ligger ved bredden af Šešupėfloden som deler byen i to dele, der er forbundet med seks broer.

## Navne
Marijampolė var kendt under navnet Kapsukas under Litauens indlemmelse i Sovjetunionen, efter Vincas Kapsukas, en af grundlæggerne af det litauiske kommunistparti. Det oprindelige navn blev genindført i 1989. Derudover er byen kendt som Marijampolis, Mariampole, Starapolė, Pašešupiai, Marjampol, Mariyampole.

## Historie
Bosættelsen blev oprindeligt grundlagt som en landsby kaldet Pašešupė (polsk: Poszeszupie) efter den nærliggende flod Šešupė. Byen blev første gang nævnt i 1667. I 1700-tallet voksede landsbyen, der på det tidspunkt tilhørte den katolske kirke, til at blive en købstad, og dens navn blev ændret til Starpol eller Staropole efter en ny landsby bygget i 1739 til Prienai starosts vagter i nærheden. Bosættelsen blev ødelagt ved en brand i 1765.
Efter branden finansierede Prienai-starostens hustru, Franciszka Szczukowa, en ny kirke og et kloster til Marianer-ordenen. Efter grundlæggelsen af klostret blev en ny by bygget i området. Den kaldtes Maryampol efter Jomfru Maria (Marya-), med -pol endelsen for by.
Den 23. februar 1792 tilkendte kong Stanislav Poniatovski af Polen Mariampol Magdeburgrettigheder og ret til at afholdelse af marked. Efter Polens deling i 1795 var byen kortvarigt en del af Preussen. Efter Napoleonskrigene blev byen en del af Kongrespolen. I 1800-tallet byen fortsatte byen med at vokse, for en stor del på grund et stort antal jødiske og tyske bosættere. I 1817 blev byen et separat Powiat i Polen. I 1827 havde byen 1759 indbyggere. I 1861 var indbyggertallet vokset til 3718, hvoraf 3015 var jøder.
Efter i Januaropstanden og den russiske undertrykkelse af de polsk-litauiske områder, blev Maryampol powiat reduceret. Omkring samme tidspunkt fik klostret større betydning, da det var det eneste kloster, der tilhørte Marianer-ordenen, der ikke blev lukket af de zaristiske myndigheder. I løbet af 1800-tallet blev byen et center for Litauens nationale vækkelse. Nærheden til den preussiske grænse gjorde smugling af bøger på litauisk, der var forbudt i det Russiske Kejserrige, forholdsvis let. Blandt de mest bemærkelsesværdige litauiske forskere og forfattere, der var aktive i Mariampol på det tidspunkt, var Kazys Grinius, Jonas Jablonskis, Vincas Kudirka og Antanas Venclova.
Efter Første Verdenskrig blev byen del af Litauen og blev omdøbt til det nuværende Marijampolė. Under Anden Verdenskrig blev byen besat af Tyskland, og SS myrdede de fleste jødiske indbyggere. Under krigen blev byen stærkt beskadiget og næsten folketom. Efter krigen blev byen genopbygget og genbosat med indvandrere fra andre dele af Litauen. I øjeblikket er ca 95% af indbyggerne i Marijampolė litauere, 4% er russere og mindre end 1% er polakker.
Den 9. april 1955 blev byen omdøbt til Kapsukas efter en af det litauiske kommunistpartis grundlæggere Vincas Mickevičius-Kapsukas.

## Transport
Marijampolė ligger ved jernbanelinien Kaunas-Šestokai-Alytus og ved tæt på motorvejskrydset af Via Baltica, der forbinder Helsinki med Centraleuropa og motorvejen, der forbinder Kaliningrad med Minsk.

## Sport
Marijampolė har to fodboldklubber, der spiller i den bedste litauiske række, FK Sūduva Marijampolė (mestre i 2017 og 2018) og FA Suvalkija (fodboldakademi).
ARVI Arena (fodboldstadion).

## Erhvervsliv
Marijampolė er et regionalt center for let industri, byggeri og handel og er forbundet med sine venskabsbyer gennem blandt andet erhvervsliv, sport, uddannelse, turisme. Marijampolė lokale presse omfatter en lokal tv-station, en lokal radiostation og aviserne "Marijampolės laikraštis", "Suvalkietis", "TV savaitė", "Sugrįžimai" og magasinet "Suvalkija". Marijampolė har en biograf og et lokalt teater.

## Marijampolė kommune
Marijampolė kommune dækker 755 km2, 72% er landbrugsområde, 12,3% er dækket af skov, 4,2% er byer og landsbyer, 2% – industrivirksomheder og veje og 6,9% af arealet anvendes til andre formål.

### Bydele i Marijampolė
I Marijampolė er der 6 seniūnijos (dansk: ~ bydele).
| - Gudeliai seniūnija - Igliauka seniūnija | - Liudvinavas seniūnija - Marijampolė seniūnija | - Sasnava bydel - Šunskai seniūnija |

## Venskabsbyer
Marijampolė er venskabsby med:
| - Viborg, Danmark - Karleby, Finland - Kvam, Norge | - Piotrków Trybunalski, Polen - Rogozno, Polen - Suwałki, Polen | - Bergisch Gladbach, Tyskland - Tjernjakhovsk, Rusland |